# Venere (nome)
Venere  è un nome proprio di persona italiano femminile.

## Varianti
- Alterati: Venerina[1][3]
- Maschili: 
  - Alterati: Venerino[1][3]

### Varianti in altre lingue
- Albanese: Venera[2]
- Bulgaro: Венера (Venera)[2]
- Catalano: Venus[4]
- Ceco: Venuše[2]
- Francese: Vénus[2]
- Inglese: Venus
- Latino: Venus[2][5]
- Portoghese: Vénus[2]
- Portoghese brasiliano: Vênus[2]
- Russo: Венера (Venera)[2]
- Siciliano: Venera[2]
- Spagnolo: Venus[4]

## Origine e diffusione

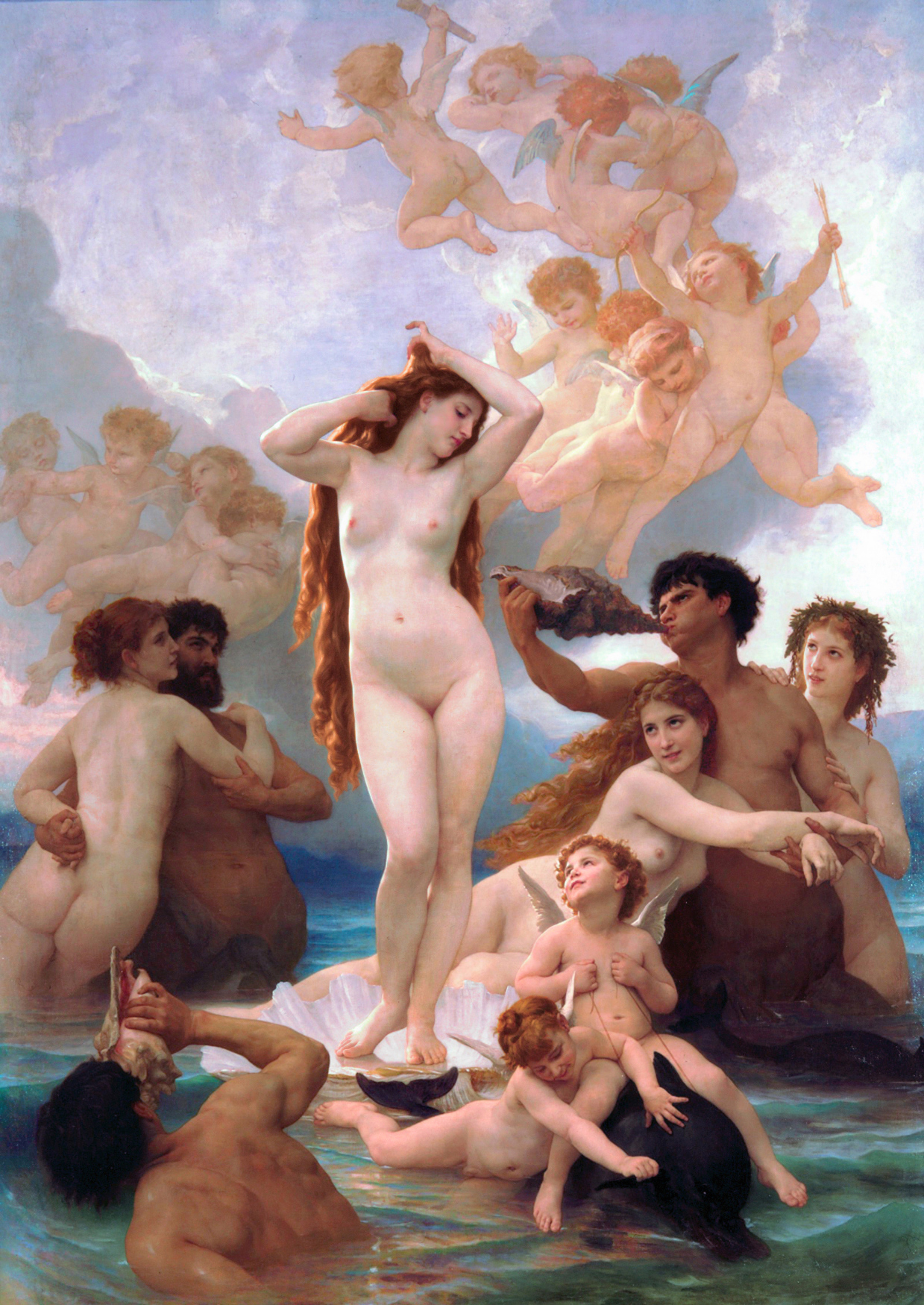
La Nascita di Venere, di William-Adolphe Bouguereau

Riprende il nome della dea romana della bellezza, Venere, assimilata alla greca Afrodite, alla quale è intitolato il secondo pianeta del sistema solare. Etimologicamente, il nome è tratto direttamente dal latino venus (plurale veneres) che significa "amore", "desiderio sessuale", "bellezza" (termine a cui risale anche il nome Venusto); alcune fonti lo riconducono invece ad una radice protolatina da cui deriva anche il verbo veneror ("venerare", "riverire").
Il nome Venerio è un teoforico derivato da Venere. In Italia il nome è più frequente al Nord e al Centro, specie in Emilia-Romagna; in Sicilia il nome, e i suoi diminitivi, sono invece da considerarsi varianti di Venera.

## Onomastico
Il nome è adespota, ovvero non è portato da alcuna santa. L'onomastico ricade pertanto il 1º novembre, giorno di Ognissanti.

## Persone
- Venere Pizzinato, supercentenaria italiana

### Variante Venus
- Venus Lacy, cestista statunitense

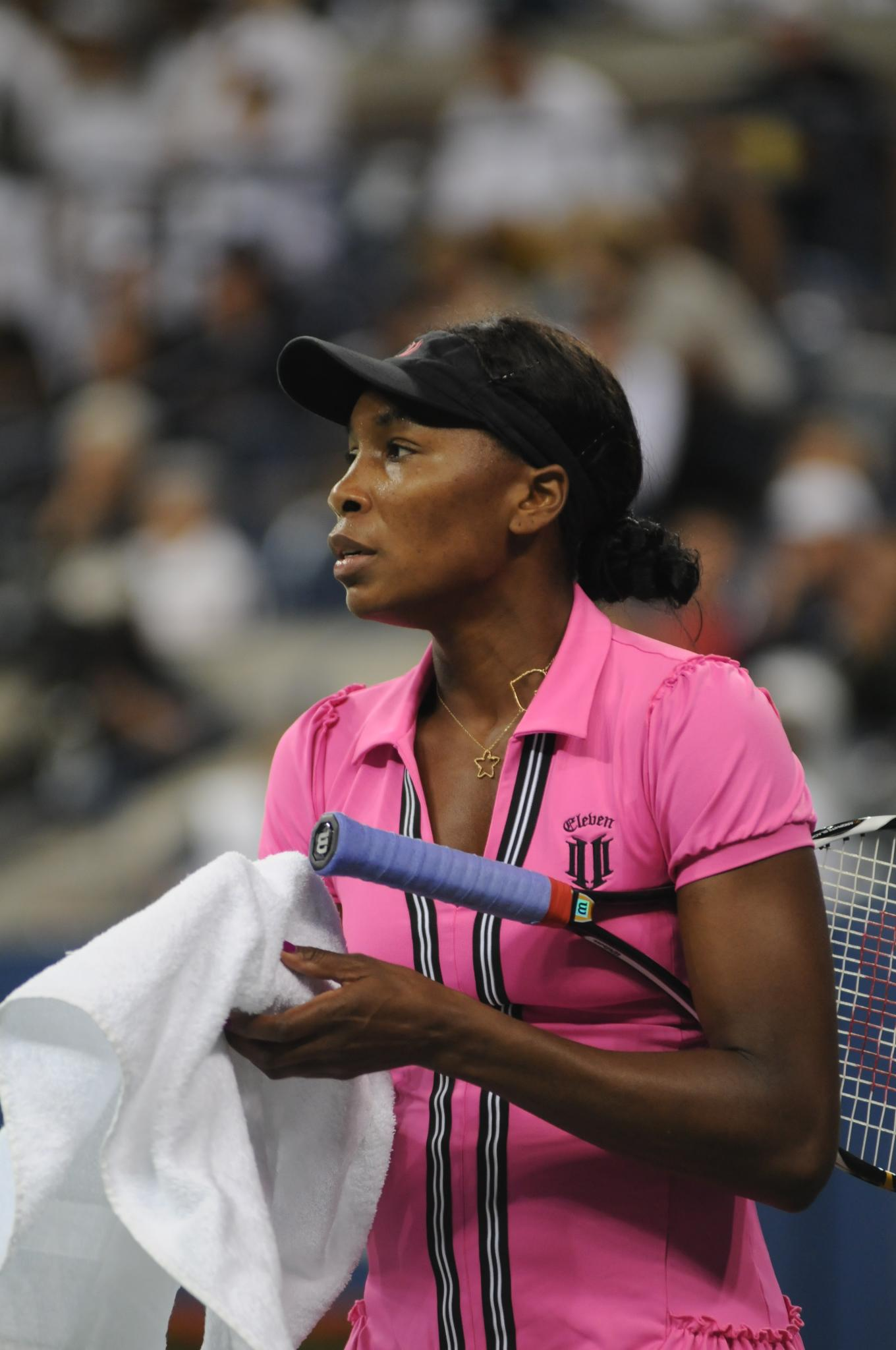
Venus Williams

- Venus Lux, attrice pornografica, regista e produttrice cinematografica statunitense
- Venus Raj, modella filippina
- Venus Ramey, modella statunitense
- Venus Villa, danzatrice cubana
- Venus Williams, tennista statunitense

### Altre varianti
- Venera Černyšova, biatleta sovietica
- Venusia Paliotti, calciatrice italiana

## Il nome nelle arti
- Venus è un personaggio della serie live action Tartarughe Ninja - L'avventura continua.
- Venusia è un personaggio della serie manga e anime UFO Robot Goldrake.
- Venus Smith è un personaggio della serie televisiva Agente speciale.
- Venere D'Asporto è un personaggio della serie televisiva Vincenzo Malinconico, avvocato d'insuccesso, interpretata da Carolina Rapilo.